# 金天观
金天观位于中国甘肃省兰州市七里河区，现大部分场地被辟为兰州市工人文化宫。1984年被列为兰州市文物保护单位，1993年被列为甘肃省文物保护单位，2013年被列为第七批全国重点文物保护单位。
金天观始建于1400年，其位置在古兰州城的西门外、雷坛河西畔的坡地上，占地约20亩。建筑群原坐北朝南，因建设兰新铁路将山门由南侧移至北侧，形成坐南朝北的格局。现存建筑：中轴线上有元坛祠（黑虎殿）、真武祠土地殿、太乙救苦殿、天师殿（法祖堂）、无量殿（天师堂）、雷祖殿、三清殿（元极殿）、玉皇殿、三官殿、三光殿、老子殿（混元阁），东轴线上有云水堂、望河楼（洗心厅）、文昌宫（阿公祠大殿）、过厅（文昌宫大殿），西轴线上有：三公祠、慈母宫、华祖殿等。
- 大门
- 内部中轴线建筑